# The Cardinal (film 1936)
Il cardinale (The Cardinal) è un film del 1936 diretto da Sinclair Hill. Venne presentato alla 4ª Mostra del Cinema di Venezia.

## Produzione
Il film fu prodotto dalla Grosvenor Films Ltd.

## Distribuzione
Distribuito dalla Pathé Pictures Ltd., il film venne presentato a Londra il 26 marzo 1936, uscendo nelle sale britanniche il 27 luglio dei quell'anno. In agosto, venne presentato in concorso alla Mostra di Venezia.